# Ataçir

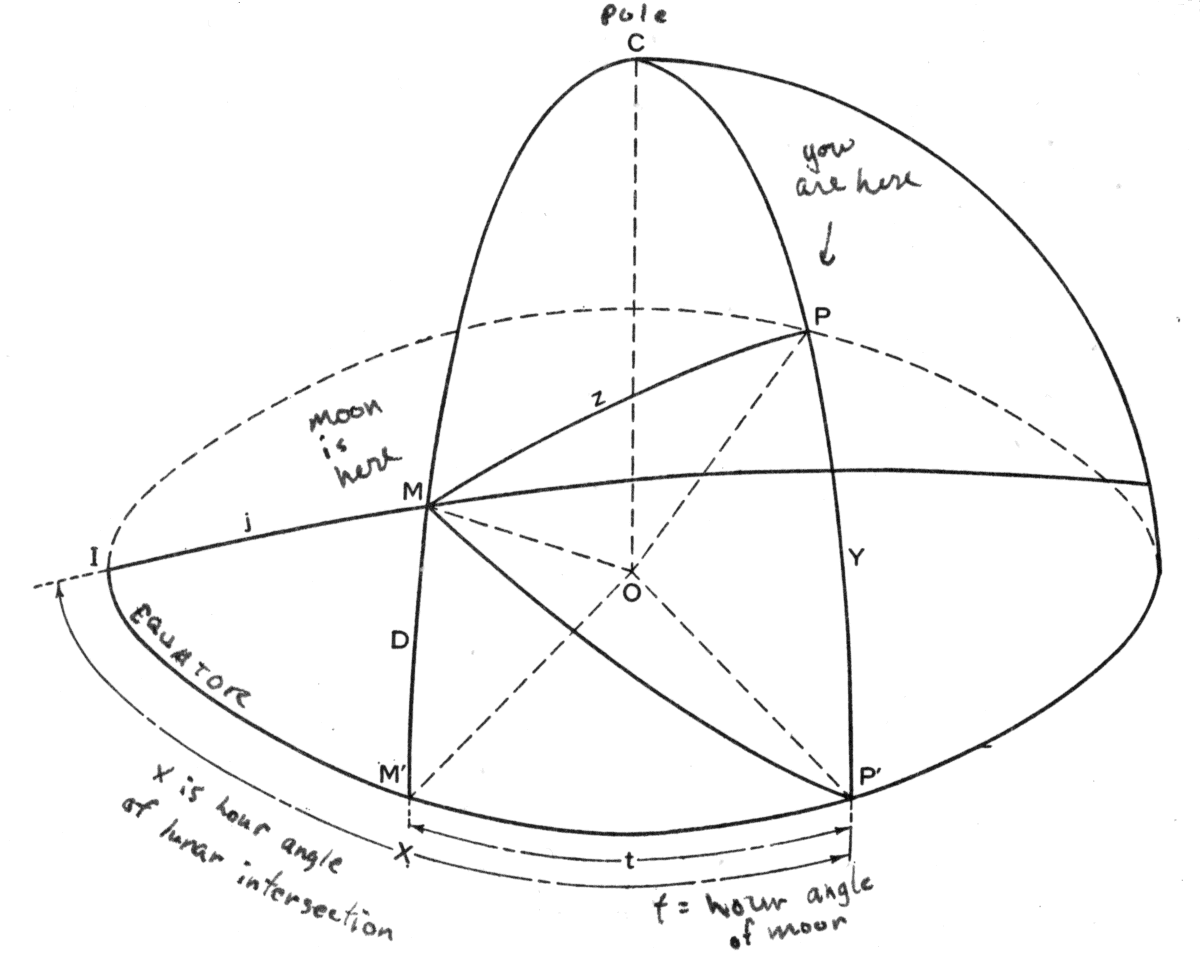
Sea P y M las posiciones de dos astros. El atazir es la distancia angular P' M' medida sobre el ecuador celeste.

El ataçir (a veces atazir, e incluso tasyir) se trata de un procedimiento astronómico empleado en la Edad Media, concretamente en la astrometría del Al-Ándalus. Este procedimiento consistía en trasladar la posición en la esfera celeste de un astro cualesquiera (por ejemplo un planeta) a otra posición para determinar los grados sobre el ecuador celeste que se encuentran ambas posiciones distantes. En astrología este número de grados se asocia con un intervalo de tiempo y se emplea para predecir el advenimiento de una circunstancia. A veces se incluye en forma de diagramas en los astrolabios árabes con el objeto de ayudar en el cómputo de los años que pasarán para que llegue una fecha dada. Este cómputo se puede realizar mediante diversos instrumentos astronómicos.
Alfonso X el Sabio en su compilación del saber astronómico de la época dedica un libro en exclusiva a este método de cálculo: Libro del ataçir que el rey mandó escribir a Rabiçag (el rabí Isaac ben Sid). El procedimiento de cálculo del atazir emplea la proyección estereográfica muy empleada en los instrumentos astronómicos de la época: astrolabio, azafea, etc. De la misma forma Abraham ben Meir ibn Ezra presenta igualmente en sus obras estudios sobre el atazir.